# Omphalocarpum ahia
Omphalocarpum ahia är en tvåhjärtbladig växtart som beskrevs av Auguste Jean Baptiste Chevalier. Omphalocarpum ahia ingår i släktet Omphalocarpum och familjen Sapotaceae. Inga underarter finns listade i Catalogue of Life.